# Шосдорлаг
Шосдорлаг (рос. ШОСДОРЛАГ, Ушосдорлаг, Ушосстройлаг) — підрозділ, що діяв у структурі Головного управління виправно-трудових таборів Народного комісаріату внутрішніх справ СРСР (ГУЛАГ НКВД).

## Історія
Шосдорлаг був організований у 1937 році на базі виділеного зі складу Дальлагу відділу шосейно-дорожнього будівництва. Управління табору містилося у м. Хабаровськ. Спочатку Шосдорлаг підпорядковувався безпосередньо ГУЛАГ, у 1938 році був перепідпорядкований Головному управлінню шосейних доріг НКВС (ГУШОСДОР), а надалі — Управлінню виправно-трудових таборів і колоній Управління НКВС по Хабаровському краю.
Максимальна одноразова кількість ув'язнених могла досягати понад 40 000 осіб.
Основною виробничою діяльністю ув'язнених було дорожнє будівництво в регіонах Далекого Сходу.
Шосдорлаг був розформований в 1940 році.